# Cut Bank
Cut Bank és una població dels Estats Units a l'estat de Montana. Segons el cens del 2000 tenia 3.105 habitants.

## Demografia
Segons el cens del 2000, Cut Bank tenia 3.105 habitants, 1.264 habitatges, i 807 famílies. La densitat de població era de 1.223,3 habitants per km².
Dels 1.264 habitatges en un 33% hi vivien nens de menys de 18 anys, en un 52,1% hi vivien parelles casades, en un 8,5% dones solteres, i en un 36,1% no eren unitats familiars. En el 32,3% dels habitatges hi vivien persones soles el 15,6% de les quals corresponia a persones de 65 anys o més que vivien soles. El nombre mitjà de persones vivint en cada habitatge era de 2,42 i el nombre mitjà de persones que vivien en cada família era de 3,07.
Per edats la població es repartia de la següent manera: un 28,5% tenia menys de 18 anys, un 6,7% entre 18 i 24, un 25,1% entre 25 i 44, un 22,1% de 45 a 60 i un 17,6% 65 anys o més.
L'edat mediana era de 39 anys. Per cada 100 dones de 18 o més anys hi havia 88,8 homes.
La renda mediana per habitatge era de 33.885 $ i la renda mediana per família de 41.156 $. Els homes tenien una renda mediana de 30.889 $ mentre que les dones 21.193 $. La renda per capita de la població era de 15.977 $. Aproximadament el 9,9% de les famílies i el 12,4% de la població estaven per davall del llindar de pobresa.

## Poblacions més properes
El següent diagrama mostra les poblacions més properes.